# انبعاثات الغازات الدفيئة من الصين

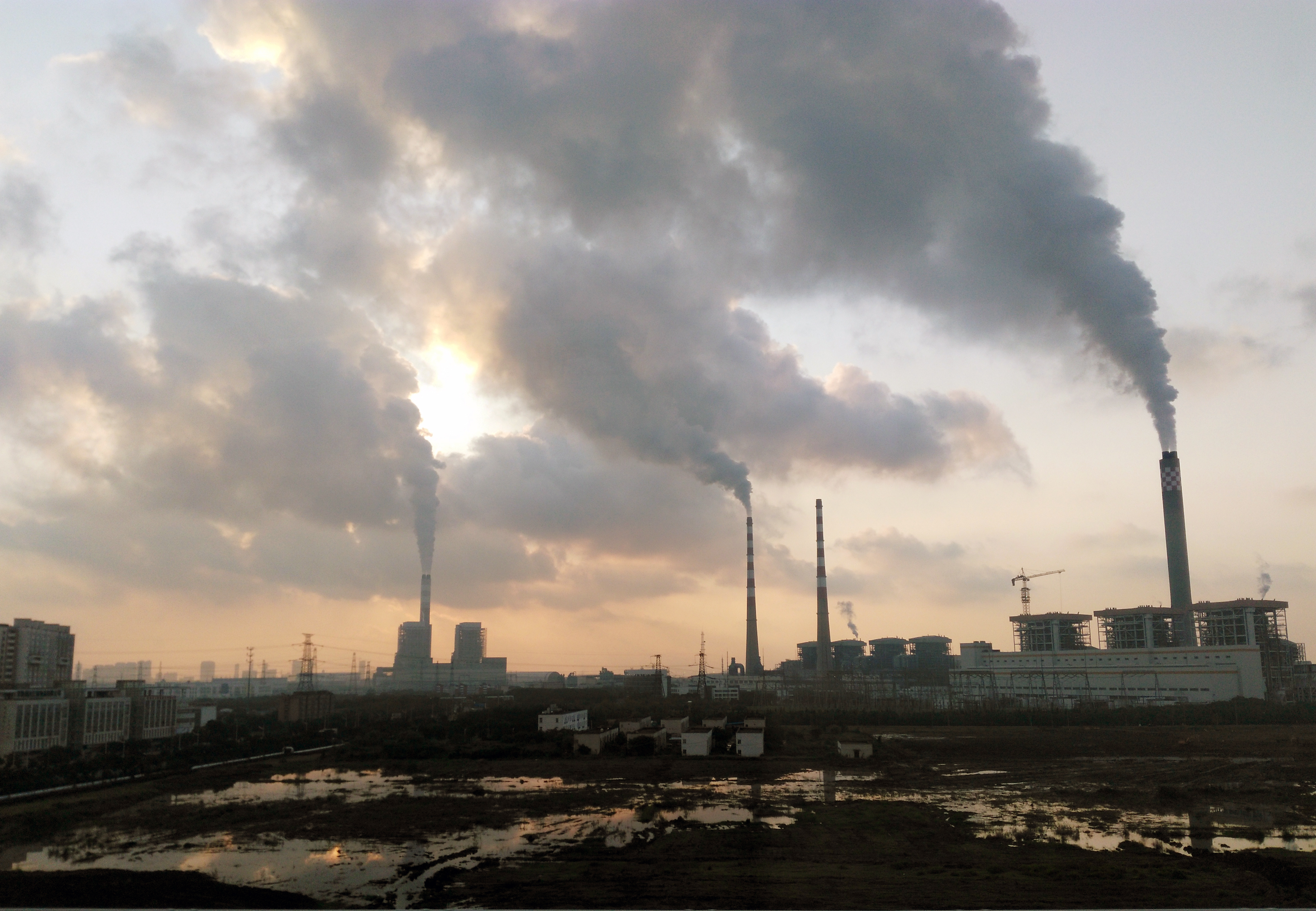
الانبعاثات الأكبر من بين بلدان العالم من حيث الإنتاج والاستهلاك، وتنطلق أساسًا من محطات الطاقة التي تعمل بالفحم، وتعدين الفحم، وأفران الصهر التي تنتج الحديد والصلب. كانت الصين قد أصدرت أكثر من

انبعاثات الغازات الدفيئة من الصين، الانبعاثات الأكبر من بين بلدان العالم من حيث الإنتاج والاستهلاك، وتنطلق أساسًا من محطات الطاقة التي تعمل بالفحم، وتعدين الفحم، وأفران الصهر التي تنتج الحديد والصلب. كانت الصين قد أصدرت أكثر من 12 غيغا طن من انبعاثات ثاني أكسيد الكربون من بين غازات الاحتباس الحراري في عام 2014 عند قياس الانبعاثات القائمة على الإنتاج، أي ما يقارب 30% من الإجمالي العالمي. يتوافق هذا مع أكثر من 7 أطنان من انبعاثات ثاني أكسيد الكربون لكل شخص في كل عام، وهو ما يزيد قليلًا عن المتوسط العالمي ومتوسط الاتحاد الأوروبي، ولكن أقل من نصف المتوسط لثاني أكبر مصدر لغازات الدفيئة (الولايات المتحدة) والذي بلغ 16 طنًا. تصدر الصين من ناحية الاستهلاك، انبعاثات أقل، بلغت 6 أطنان في عام 2016، وأعلى قليلًا من المتوسط العالمي، ولكن أقل من متوسط الاتحاد الأوروبي (ما يقارب 8 أطنان)، وأقل من الولايات المتحدة بأكثر من النصف، مع ما يقارب 18 طن لكل شخص. قُدرت انبعاثات غازات الدفيئة في 2020 بحوالي 14.4 غيغا طن.
كان من المفترض أن تتحقق الأهداف المنصوص عليها في المساهمة المحددة وطنيًا للصين في عام 2016، إلا أنها لم تكن كافية لمكافحة الاحتباس الحراري بشكل صحيح. التزمت الصين أن تقلل الانبعاثات بحلول عام 2030 والصفرية الصافية بحلول عام 2060. يجب التخلص من محطات الفحم في الصين دون احتجاز الكربون بحلول عام 2045، من أجل الحد من الاحترار بمقدار 1.5 درجة مئوية. حددت الصين 10 أهداف بيئية ملزمة في خطتها الخمسية الثالثة عشرة (2016-2020). تشمل الخطة هدفًا لتقليل كثافة الكربون بنسبة 18% بحلول عام 2020، فضلًا عن هدف ملزم للطاقة المتجددة لأن تصبح بنسبة 15% من إجمالي الطاقة، التي كانت بنسبة أقل من 12% في الخطة الخمسية الثانية عشرة.